# Зыряновский
Зыряновский — посёлок в Свердловской области, входящий в муниципальное образование город Алапаевск.

## Географическое положение
Посёлок Зыряновский муниципального образования «муниципальное образование город Алапаевск» Свердловской области расположен в 12 километрах (по автодороге в 13 километрах) к югу от административного центра — города Алапаевск, на правом берегу реки Нейва, ниже правого притока реки Зырянка. В окрестностях посёлка находится геологический и геоморфологический природный памятник Шайтан камень.

## История посёлка
Посёлок был основан в 1888 году с началом добычи железной руды для Нейво-Алапаевского завода. Железная руда доставлялась на завод гужевым транспортом.
В 1914 году была построена узкоколейная железная дорога.
В январе 1941 года получил статус рабочего посёлка.
В 1943 году коллектив Зыряновского рудника занял 1-е место во Всесоюзном соревновании шахтеров. В 1950 году рудник был закрыт, а в 1964 году был запущен Зыряновский авторемонтный завод.
В октябре 2004 года рабочий поселок Зыряновский был отнесен к категории сельских населенных пунктов к виду поселок.

## Население
| 1959 | 1970  | 1979  | 1989  | 2002 | 2010 |
| ---- | ----- | ----- | ----- | ---- | ---- |
| 2564 | ↘2136 | ↘1615 | ↘1377 | ↘911 | ↘876 |